# Гай Веттій Сабініан Юлій Хоспет
Гай Веттій Сабініан Юлій Хоспет (лат. Gaius Vettius Sabinianus Iulius Hospes; близько 142 —після 191) — державний та військовий діяч часів Римської імперії.

## Життєпис

### Походження
Походив з роду вершників Юліїв Хоспетів. Належав до римо-нумідійської або римо-лівійської місцевої знаті. Належність до Юліїв свідчить про надання його роду громадянства Гая Юлієм Цезарем або Октавіаном, останнє видається більш ймовірним. Родинний когномен «Хоспет», означає господар, власник, що вказує на нумідійських (лівійських) предків на кшалт сучасних шейхів, які мали якесь значне володіння (або їм було його подаровано).
Народився напевне у римській колонії Тумбурон Великий (сучасний Туніс). Відсутні відомості про батьків та за яких обставин його всиновив представник роду Веттіїв на ім'я Гай. Існує теорія, що він представляв гілку Веттіїв Сабінів. Втім було висунуто іншу теорію, за якою він належав до родини Веттіїв Гратів, оскільки якщо той був Сабіном, то Юлій Хоспет став би Гаєм Веттієм Сабіном, а не Сабініаном. Тому або він звався Гаєм Веттієм Сабіном Юлієм Хоспетом, або (більш йомвірно) було всиновлено Гаєм Веттієм Сабініаном, предки якого, представники роду Сабініїв, були всиновлені кимось з роду Веттіїв.

### Початок кар'єри
За правління імператора Антоніна Пія розпочав свою кар'єру у римському війську. Першою відомою посадою був префект II Флавієвої Коммагенської когорти кіннотників, що розташовувалася у провінції Верхня Дакія. В подальшому стає військовим трибуном I Італійського легіону у провінції Нижня Мезія.
Слідом за цим розпочав цивільну кар'єру, обіймаючи послідовно посади квестора, народного трибуна і претора. Після цього призначається легатом при проконсулі Азії. Потім Гай Веттій Сабініан в ранзі імператорського легата був відповідальним за розслідування статусу Кікладських островів стосовно до адміністрації провінції Азія. Протягом цього періоду він був включений до складу римського сенату.
З 161 або 162 року послідовно обіймав посади судді (iuridico per tractus) в італійських областях Цізпаданська Галлія, Етрурія, Лігурія. До 169 року призначається легатом III Італійського легіону.

### Маркоманські війни
Близько 169/170 року перебував на посаді легата, керуючого міськими фінансами Нарбонської, Цізальпійської Галлії та Белгіки, які перебували під прямим імперським управлінням, де намагався вирішити проблему заборгованостей в умовах війни з маркоманами та їх союзниками.
У 171 році призначається  легатом XIV легіону Близнюків, а також отримав призначення пропретором-імператорським легатом у провінції Верхня Паннонія, де залишався до 175 року). На цій посаді звитяжив у війні з маркоманами та язигами.
У 175 році очолив загін вексиляцій, який повинен був захищати Рим від можливого нападу узурпатора Авідія Кассія. Того ж року (або 176) призначається консулом-суфектом. Водночас стає проконсульським куратором Путеол. Протягом 176 року був куратором римських храмів.
У 177 році стає пропретором-імператорським легатом Далмації. Під час своєї каденції активно боровся з місцевими загонами грабіжників та злодіїв, що плюндрували узбережжя Далмації та Іллірику.
У 179 році призначено прокуратором провінцій Дакія Апулійська, Дакія Пороліссенська, Дакія Малвенсійська, змінивший на цій посаді Публія Гельвія Пертінакса. Під час своєї каденції звитяжив у Другій Маркоманській війні, завдавши поразки вільним дакам, союзникам язигів та германців, яких розселив у римських Дакіях.
У 182 році його призначено проконсулом провінції Верхня Паннонія. На цій посаді перебував до 190 або 191 року, коли отримав призначення проконсулом провінції Африка. Подальша доля невідома.

## Родина
Дружина — Грата
Діти:
- Гай Веттій Грат Сабініан